# Seznam dílů seriálu Star Wars: Vadná várka
Toto je seznam dílů seriálu Star Wars: Vadná várka (v původním znění Star Wars: The Bad Batch).

## Přehled řad
| Řada | Díly | Premiéra na Disney+ | Premiéra na Disney+ |
| Řada | Díly | První díl           | Poslední díl        |
| ---- | ---- | ------------------- | ------------------- |
| 1    | 16   | 4. května 2021      | 13. srpna 2021      |
| 2    | 16   | 4. ledna 2023       | 29. března 2023     |
| 3    | 15   | 21. února 2024      | 1. května 2024      |

## Seznam dílů

### První řada (2021)
| Č. v seriálu | Č. v řadě | Původní název    | Český název         | Režie                                          | Scénář                         | Premiéra na Disney+ |
| ------------ | --------- | ---------------- | ------------------- | ---------------------------------------------- | ------------------------------ | ------------------- |
| 1            | 1         | Aftermath        | Následky            | Steward Lee, Saul Ruiz, a Nathaniel Villanueva | Jennifer Corbett a Dave Filoni | 4. května 2021      |
| 2            | 2         | Cut and Run      | Cut a zběhové       | Steward Lee                                    | Gursimran Sandhu               | 7. května 2021      |
| 3            | 3         | Replacements     | Náhrada             | Nathaniel Villanueva                           | Matt Michnovetz                | 14. května 2021     |
| 4            | 4         | Cornered         | V úzkých            | Saul Ruiz                                      | Christian Taylor               | 21. května 2021     |
| 5            | 5         | Rampage          | Běsnění             | Steward Lee                                    | Tamara Becher-Wilkinson        | 28. května 2021     |
| 6            | 6         | Decommissioned   | Vyřazení            | Nathaniel Villanueva                           | Amanda Rose Muñoz              | 4. června 2021      |
| 7            | 7         | Battle Scars     | Jizvy z bitev       | Saul Ruiz                                      | Jennifer Corbett               | 11. června 2021     |
| 8            | 8         | Reunion          | Shledání            | Steward Lee                                    | Christian Taylor               | 18. června 2021     |
| 9            | 9         | Bounty Lost      | Ztracená odměna     | Brad Rau a Nathaniel Villanueva                | Matt Michnovetz                | 25. června 2021     |
| 10           | 10        | Common Ground    | Společná řeč        | Saul Ruiz                                      | Gursimran Sandhu               | 2. července 2021    |
| 11           | 11        | Devil's Deal     | Smlouva s ďáblem    | Steward Lee                                    | Tamara Becher-Wilkinson        | 9. července 2021    |
| 12           | 12        | Rescue on Ryloth | Záchrana na Rylothu | Nathaniel Villanueva                           | Jennifer Corbett               | 16. července 2021   |
| 13           | 13        | Infested         | Zamoření            | Saul Ruiz                                      | Amanda Rose Muñoz              | 23. července 2021   |
| 14           | 14        | War-Mantle       | Válečný plášť       | Steward Lee                                    | Damani Johnson                 | 30. července 2021   |
| 15           | 15        | Return to Kamino | Návrat na Kamino    | Nathaniel Villanueva                           | Matt Michnovetz                | 6. srpna 2021       |
| 16           | 16        | Kamino Lost      | Kamino ztraceno     | Saul Ruiz                                      | Jennifer Corbett               | 13. srpna 2021      |

### Druhá řada (2023)
| Č. v seriálu | Č. v řadě | Původní název          | Český název       | Režie                           | Scénář                             | Premiéra na Disney+ |
| ------------ | --------- | ---------------------- | ----------------- | ------------------------------- | ---------------------------------- | ------------------- |
| 17           | 1         | Spoils of War          | Válečná kořist    | Steward Lee                     | Jennifer Corbett                   | 4. ledna 2023       |
| 18           | 2         | Ruins of War           | Zničeni válkou    | Nathaniel Villanueva            | Gina Lucita Monreal                | 4. ledna 2023       |
| 19           | 3         | The Solitary Clone     | Osamocený klon    | Saul Ruiz                       | Amanda Rose Muñoz                  | 11. ledna 2023      |
| 20           | 4         | Faster                 | Rychleji          | Steward Lee                     | Matt Michnovetz                    | 18. ledna 2023      |
| 21           | 5         | Entombed               | Pohřbení          | Nathaniel Villanueva            | Christopher Yost                   | 25. ledna 2023      |
| 22           | 6         | Tribe                  | Kmen              | Steward Lee                     | Matt Michnovetz                    | 1. února 2023       |
| 23           | 7         | The Clone Conspiracy   | Klonové spiknutí  | Nathaniel Villanueva            | Ezra Nachman                       | 8. února 2023       |
| 24           | 8         | Truth and Consequences | Pravda a následky | Steward Lee                     | Damani Johnson                     | 8. února 2023       |
| 25           | 9         | The Crossing           | Překonávání       | Nathaniel Villanueva            | Brooke Roberts                     | 15. února 2023      |
| 26           | 10        | Retrieval              | Záchrana          | Steward Lee                     | Moisés Zamora                      | 22. února 2023      |
| 27           | 11        | Metamorphosis          | Metamorfóza       | Saul Ruiz                       | Sabir Pirzada                      | 1. března 2023      |
| 28           | 12        | The Outpost            | Základna          | Nathaniel Villanueva & Brad Rau | Jennifer Corbett                   | 8. března 2023      |
| 29           | 13        | Pabu                   | Pabu              | Steward Lee                     | Amanda Rose Muñoz                  | 15. března 2023     |
| 30           | 14        | Tipping Point          | Bod zlomu         | Saul Ruiz                       | Jennifet Corbett a Matt Michnovetz | 22. března 2023     |
| 31           | 15        | The Summit             | Summit            | Nathaniel Villanueva            | Matt Michnovetz                    | 29. března 2023     |
| 32           | 16        | Plan 99                | Plán 99           | Steward Lee                     | Jennifer Corbett                   | 29. března 2023     |

### Třetí řada (2024)
| Č. v seriálu | Č. v řadě | Původní název           | Český název           | Režie                             | Scénář                             | Premiéra na Disney+ |
| ------------ | --------- | ----------------------- | --------------------- | --------------------------------- | ---------------------------------- | ------------------- |
| 33           | 1         | Confined                | Uvěznění              | Saul Ruiz                         | Jennifer Corbett                   | 21. února 2024      |
| 34           | 2         | Paths Unknown           | Neznámé stezky        | Nate Villanueva                   | Matt Michnovetz                    | 21. února 2024      |
| 35           | 3         | Shadows of Tantiss      | Stíny Tantissu        | Steward Lee                       | Matt Michnovetz                    | 21. února 2024      |
| 36           | 4         | A Different Approach    | Jiný přístup          | Saul Ruiz                         | Ezra Nachman                       | 28. února 2024      |
| 37           | 5         | The Return              | Návrat                | Nate Villanueva                   | Amanda Rose Muñoz                  | 6. března 2024      |
| 38           | 6         | Infiltration            | Infiltrace            | Steward Lee                       | Brad Rau                           | 13. března 2024     |
| 39           | 7         | Extraction              | Extrakce              | Saul Ruiz                         | Jennifer Corbett a Matt Michnovetz | 13. března 2024     |
| 40           | 8         | Bad Territory           | Nebezpečné teritorium | Nate Villanueva                   | Matt Michnovetz                    | 20. března 2024     |
| 41           | 9         | The Harbinger           | Zvěstovatelka         | Steward Lee                       | Jennifer Corbett                   | 27. března 2024     |
| 42           | 10        | Identity Crisis         | Krize identity        | Saul Ruiz                         | Amanda Rose Muñoz                  | 3. dubna 2024       |
| 43           | 11        | Point of No Return      | Už není návratu       | Nate Villanueva                   | Amanda Rose Muñoz                  | 3. dubna 2024       |
| 44           | 12        | Juggernaut              | Juggernaut            | Steward Lee                       | Ezra Nachman                       | 10. dubna 2024      |
| 45           | 13        | Into the Breach         | Pomocná ruka          | Saul Ruiz                         | Brad Rau                           | 17. dubna 2024      |
| 46           | 14        | Flash Strike            | Bleskový úder         | Nate Villanueva                   | Brad Rau                           | 24. dubna 2024      |
| 47           | 15        | The Cavalry Has Arrived | Kavalerie je tady     | Steward Lee, Saul Ruiz a Brad Rau | Jennifer Corbett                   | 1. května 2024      |